# Pagaran Julu I
Pagaran Julu I is een bestuurslaag in het regentschap Padang Lawas Utara van de provincie Noord-Sumatra, Indonesië. Pagaran Julu I telt 115 inwoners (volkstelling 2010).